# 153 TCN
Năm 153 TCN là một năm trong lịch Julius. 